# Université nationale du Vietnam de Hanoï
L'université nationale du Viêt Nam de Hanoï (vietnamien : Đại học Quốc gia Hà Nội) est une université publique située dans le district de Cầu Giấy à Hanoi au Vietnam.

## Présentation
En 1993, l'université nationale du Viêt Nam de Hanoï est créée en fusionnant l'université de Hanoï, l'université des sciences de l'éducation de Hanoï (en) et faculté des langues étrangères (en).
- 1906 : Université Indochinoise ( 東法大學, Đại học Đông Dương),
- 1945 : Université Nationale du Viêt Nam (Trường Đại học Quốc gia Việt Nam, novembre 1945),
- 1956 : Université de Hanoï (Trường Đại học Tổng hợp Hà Nội, juin 1956).

## Composantes

### Campus
L'université dispose de six sites :
- 144 đường Xuân Thủy, Dịch Vọng Hậu, Cầu Giấy,
- 334-336 đường Nguyễn Trãi, Thanh Xuân Trung
- 19 phố Lê Thánh Tông,  Hoàn Kiếm
- 16 phố Hàng Chuối, Hai Bà Trưng
- 7 bis phố Tạ Quang Bửu, Hai Bà Trưng
- Hòa Lạc, Thạch Hòa, Thạch Thất

### Facultés et écoles
L'Université nationale du Vietnam de Hanoï a les composantes suivantes (facultés, écoles) : 
- Faculté des sciences VNU (VNU-HUS)
- Faculté des sciences sociales et humaines (VNU-USSH)
- Faculté des langues et des études internationales (VNU-ULIS)
- Faculté d'ingénierie et de technologie VNU (VNU-UET)
- Faculté d'économie et des affaires (VNU-UEB)
- Faculté d'éducation VNU (VNU-UED)
- École Vietnam Japon (VNU-VJU)
- École de droit VNU (VNU-LS)
- École de commerce VNU (VNU-HSB)
- École d'études interdisciplinaires (VNU-SIS)
- École internationale VNU (VNU-IS)
- Faculté des médecine et de pharmacie VNU (VNU-UMP)

## Galerie

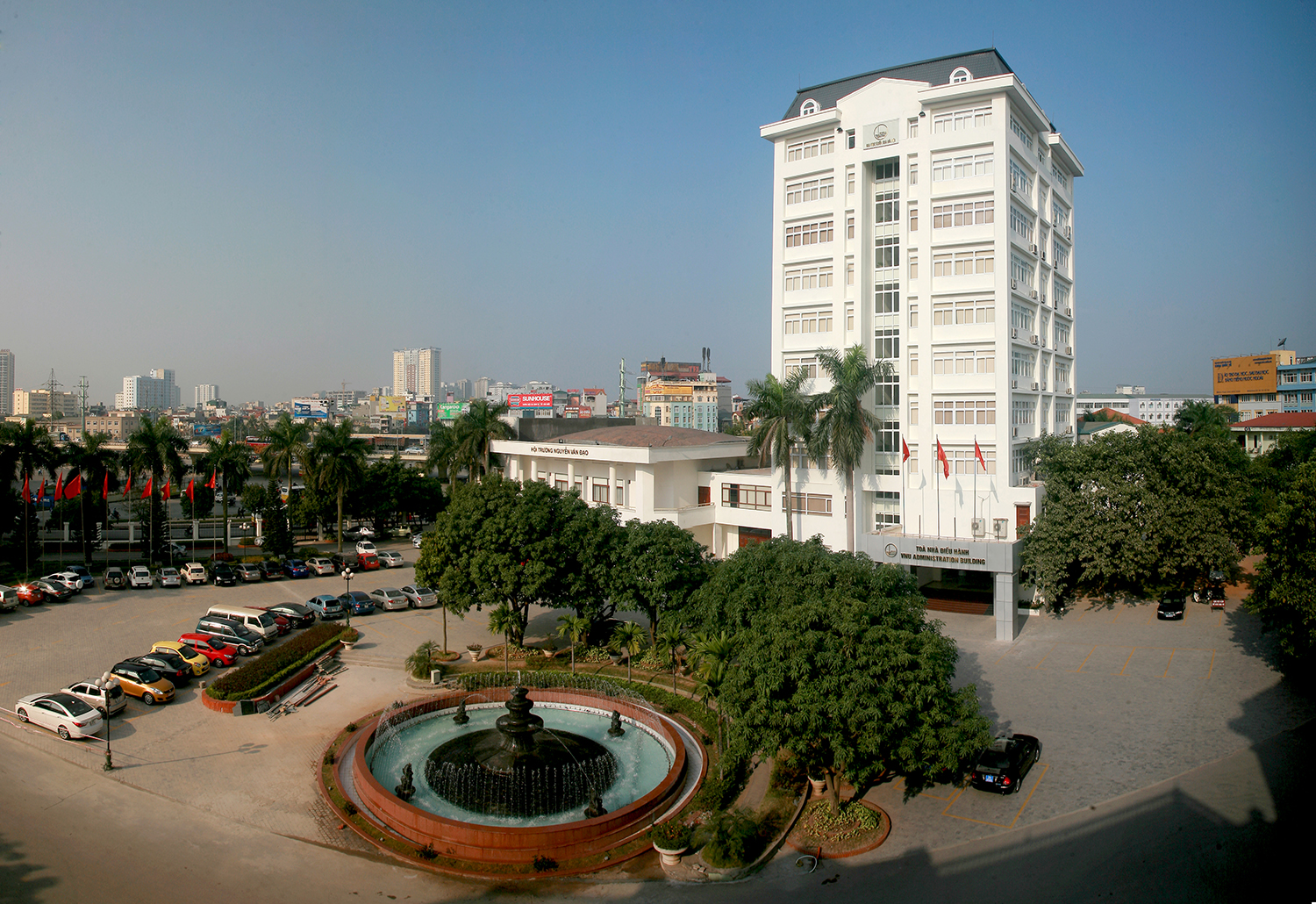
Siège de l'université, 144 đường Xuân Thủy.
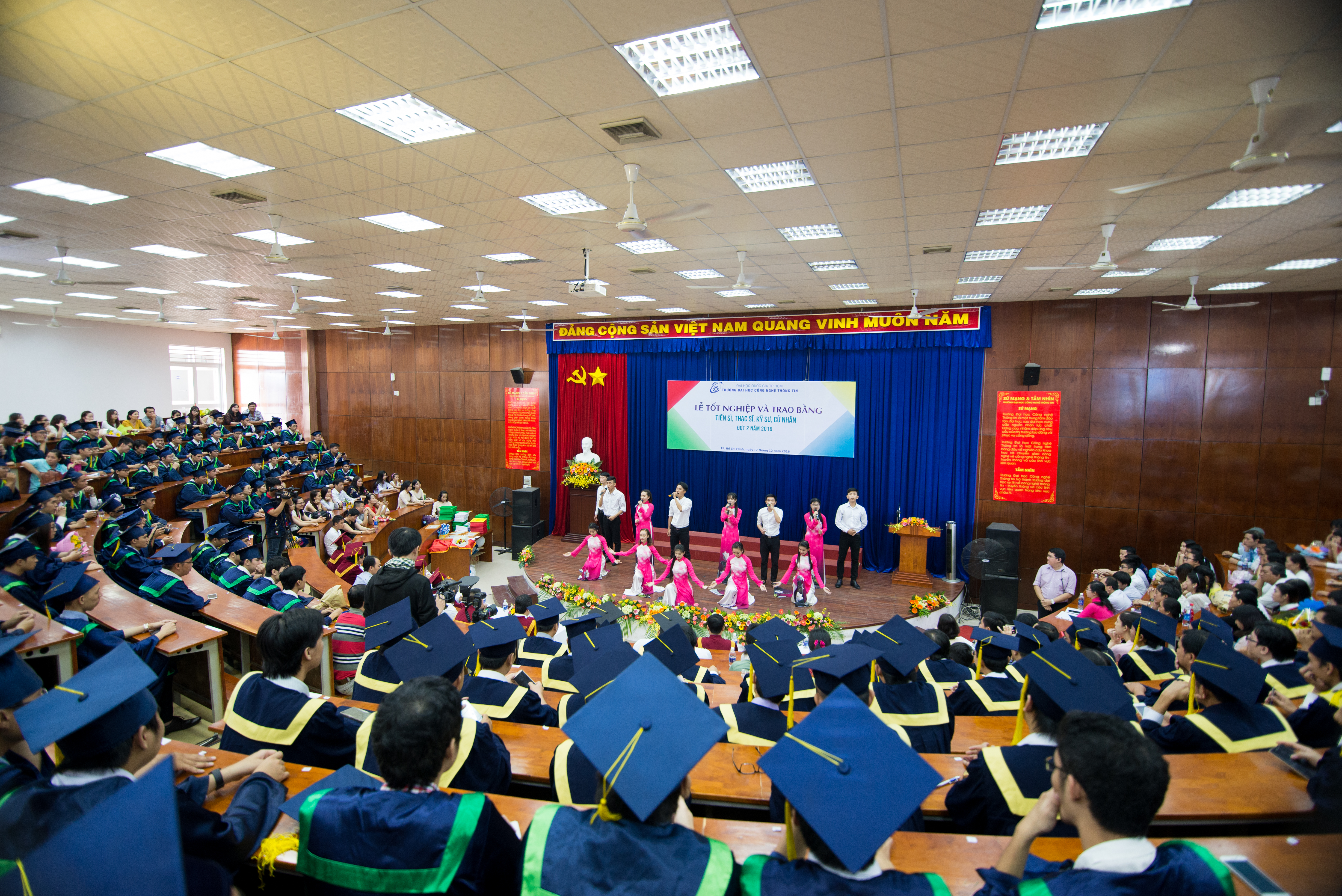
Remise des diplômes en 2016.
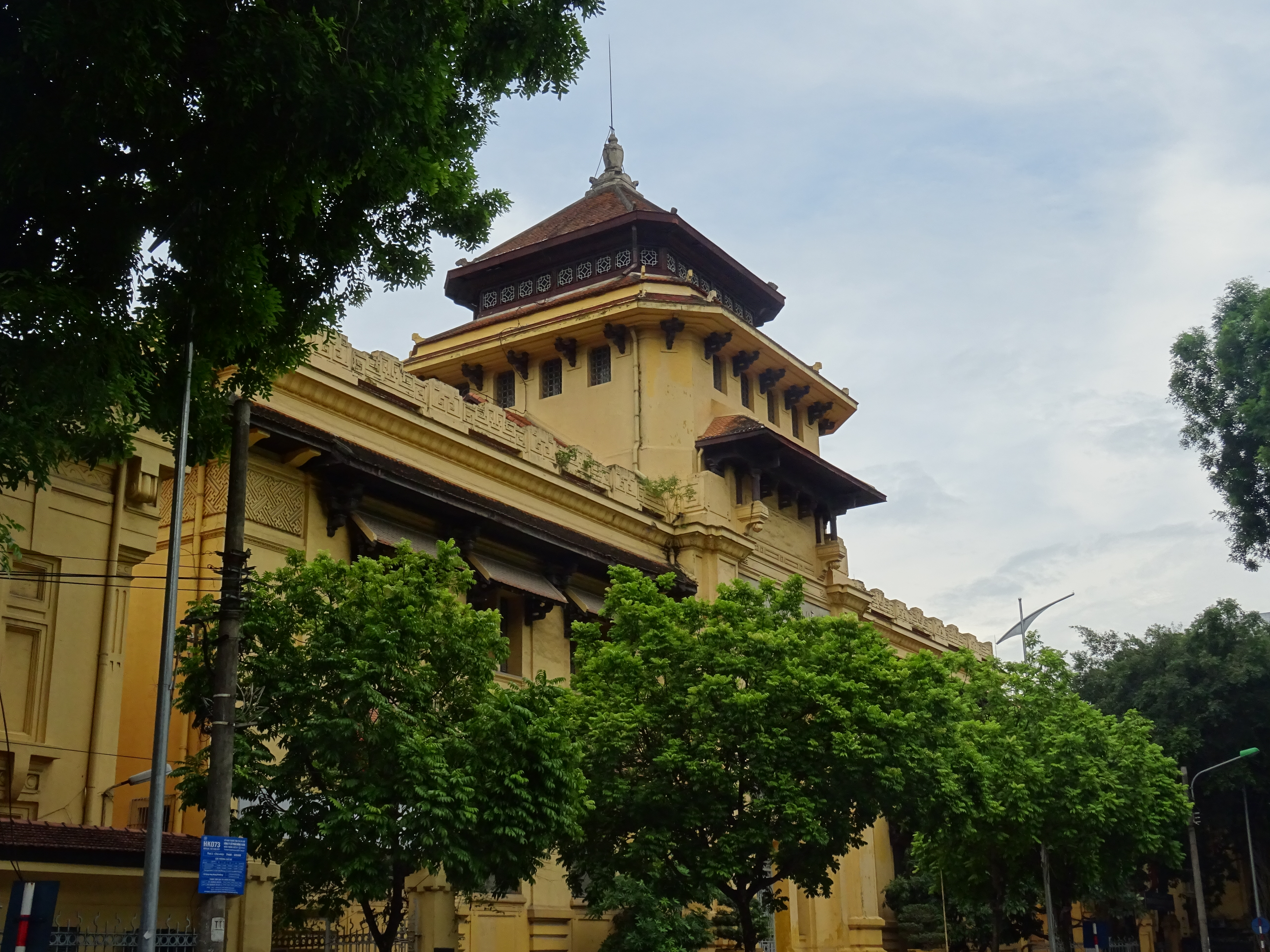
Faculté de pharmacie.